# 照葉積水ハウスアリーナ
照葉積水ハウスアリーナ（てりは せきすいハウスアリーナ、英: TERIHA SEKISUI HOUSE ARENA）は、福岡県福岡市東区香椎照葉（福岡アイランドシティの一部）にある体育館。2018年12月1日開館。条例上の正式名称は福岡市総合体育館（ふくおかしそうごうたいいくかん、詳細は後述）。
福岡市が所有し、清水建設・ミズノなどが参画する特別目的会社 (SPC) の福岡照葉アリーナ株式会社が指定管理者として運営する。

## 概要
老朽化した福岡市民体育館および福岡市九電記念体育館の後継施設として、市民の新たなスポーツ拠点とすべく整備されたものである。
整備に当たってはPFIの手法が取り入れられ、市が民間資金等の活用による公共施設等の整備等の促進に関する法律に基づいて「福岡市総合体育館整備運営事業」として設計を含む建設工事と管理運営を一体的に発注し、施設完成後に施設所有権を市に引き渡す「BTO方式」で行われた。2015年に事業者選定手続きが行われ、清水建設グループ（清水建設・西中洲樋口建設・旭工務店・宮川建設・美津濃・積水ハウス・創建サービス）と九電工グループ（九電工・鹿島建設・松本組・麻生商事・九州メンテナンス・ルネサンス）の2グループが参加。選定委員会の審査の結果、設計面などで高い評価を受けた清水建設グループが選定され、2016年2月23日に清水建設グループが設立したSPC「福岡照葉アリーナ株式会社」と事業契約を締結し、同時に福岡照葉アリーナが完成後の指定管理者に指定された。契約期間は2016年2月23日から2034年3月31日までの約18年間で、契約額は14,819,667,237円（消費税込み）。
PFIの協力企業である梓設計と雅禧建築設計事務所が設計を行い、2017年2月1日に起工式を挙行、2018年12月1日に開館した。PFIの協力企業としてB.LEAGUE・ライジングゼファーフクオカの運営会社である福岡プロバスケットボールクラブ株式会社が参画しており、同クラブがホームアリーナとしても使用している。

## 命名権
開館時からのネーミングライツ（命名権）導入を念頭に選定が行われ、2018年5月にSPCのメンバーである積水ハウスが命名権を取得し、開館時より名称を「照葉積水ハウスアリーナ」としている。ネーミングライツ料は年額600万円、総額9200万円。。案内上は正式名称を併記した『福岡市総合体育館(照葉積水ハウスアリーナ)』などと表記されることが多い。

## 施設概要
- メインアリーナ（1-4階）：競技面70✕45ｍ、観客席5,042席（2階席：3,176席、1階可動席：1,824席、車いす席：42席）
- サブアリーナ（1-2階）：競技面48✕36ｍ、観客席700席（固定席：696席、車いす席：4席）
- 武道場（2-3階）
- 弓道場（4階）
- 多目的室、トレーニングルーム（1階）